# Большое Петровское (Чеховский район)

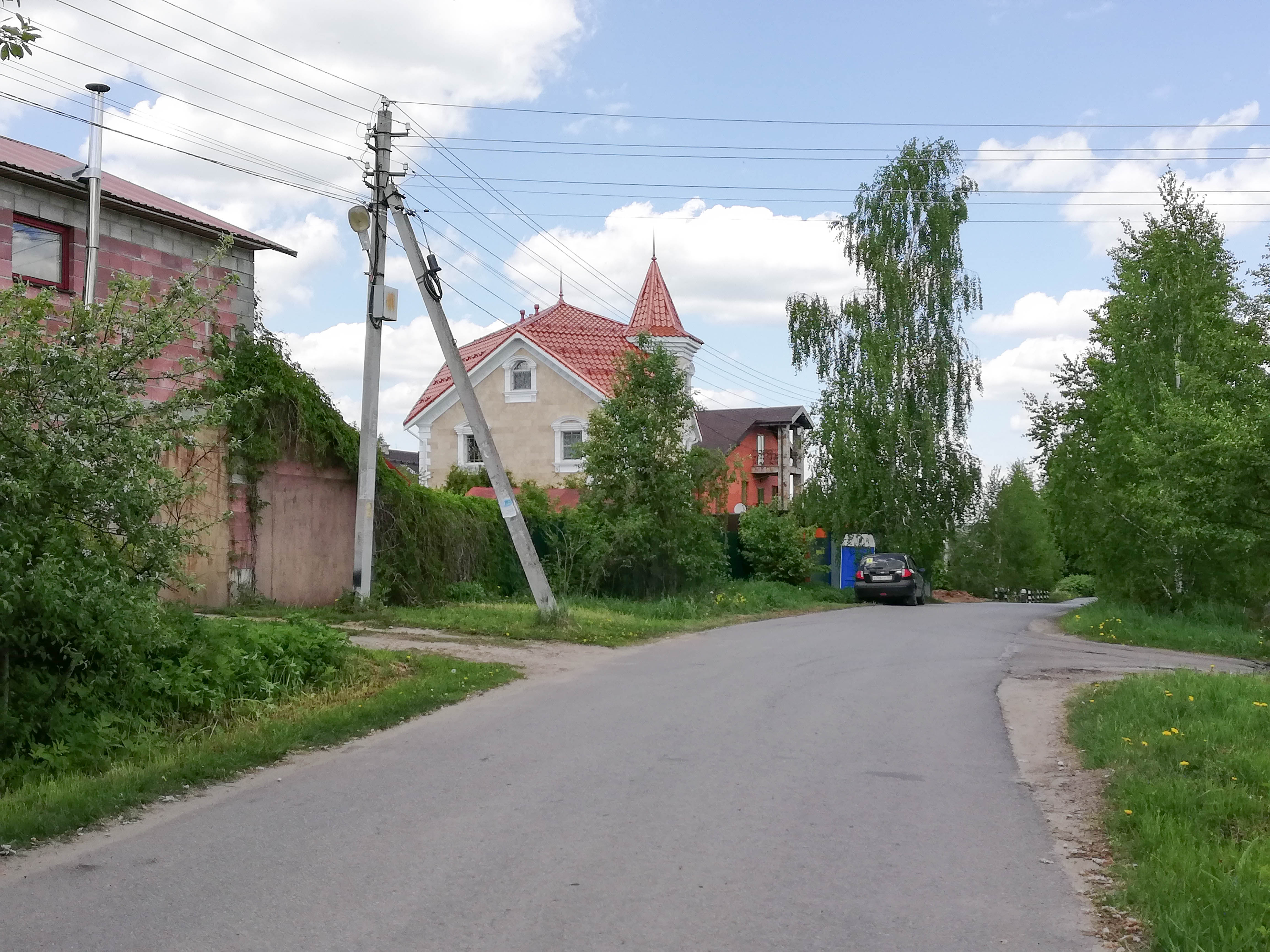
Дорога в Большом Петровском

Большое Петровское — деревня в Чеховском районе Московской области, в составе муниципального образования сельское поселение Стремиловское (до 28 февраля 2005 года входила в состав Стремиловского сельского округа).

## Население
| 2002 | 2006 | 2010 |
| ---- | ---- | ---- |
| 5    | ↗13  | ↗26  |

## География
Большое Петровское расположено примерно в 8 км на северо-северо-запад от Чехова, на реке Челвенка, левый приток реки Лопасни, высота центра деревни над уровнем моря — 172 м. На 2016 год в Большом Петровском 6 улиц, микрорайон и 5 садовых товариществ.